# Международный день бармена
Международный день бармена (англ. International Bartender's Day) — профессиональный праздник, который отмечается во всем мире, 24 февраля.

## История и празднование
Международная Ассоциация Барменов (IBA) была основана в субботу, 24 февраля 1951 года, в салоне гранд-отеля в Торки, Великобритания. По сей день это событие отмечается во всем Мире как Международный День Бармена.
Основными целями Ассоциации являются продвижение и поддержание международных отношений между членами гильдии, а также поощрение высоких стандартов компетентности и поведения на благо и продвижение профессии Бармена.
Краткая История IBA. В 1951 году 24 февраля в Торки, Великобритания, была создана Международная Ассоциация Барменов 7 членами-основателями (гильдиями), Данией, Францией, Италией, Нидерландами, Швецией, Швейцарией и Соединенным Королевством Великобритании. В 2021 году 24 февраля исполнилось 70 лет со Дня основания IBA. Первым президентом был г-н Билл Тарлинг из UKBG(Великобритания), за ним в следующем году последовал Джордж Сиве из Швейцарии, Пьетро Гранди из Италии и Курт Соренсен из Дании.
С 1963 по 1976 год (14 лет) председательствовал в Италии г-н Анджело Зола. Анджело Зола также был одним из основателей круглого стола, посвященного созданию IBA.
IBA процветала, и к 1976 году она приняла на работу 23 новых члена, в результате чего в состав IBA вошли представители 30 стран. На сегодняшний день членство в IBA составляет 64 человека с 3 странами-наблюдателями.
Традицию масштабно отмечать Международный день бармена 6 февраля заложили в Киеве в 2008 году по совместной инициативе киевского рок-клуба «Докер Паб» и Международного центра барменов «Planet Z». Идею подхватили и в России, где праздник начиная с 2009 года становится всё более популярным. Несмотря на то, что Международный день бармена проходит в День святого Аманда, это два разных праздника, первый — профессиональный, второй — католический. Следует отметить, что святой Аманд не почитается Русской православной церковью.
В США в первую пятницу декабря отмечается День почитания бармена — Bartender Appreciation day.
В Международный день бармена проводятся всевозможные тематические конкурсы, розыгрыши, состязания барменов в профмастерстве, «винные» викторины и дегустации.